# إليزابيث هازلتون هايت
إليزابيث هازلتون هايت (بالإنجليزية: Elizabeth Hazelton Haight)‏ هي أستاذة جامعية أمريكية، ولدت في 11 فبراير 1872 في أوبورن في الولايات المتحدة، وتوفيت في 15 نوفمبر 1964 في بيكون في الولايات المتحدة.